# サリュソフォーン
サリュソフォーン（sarrusophone）は、木管楽器の一種。金属製で、ダブルリードを用いる。

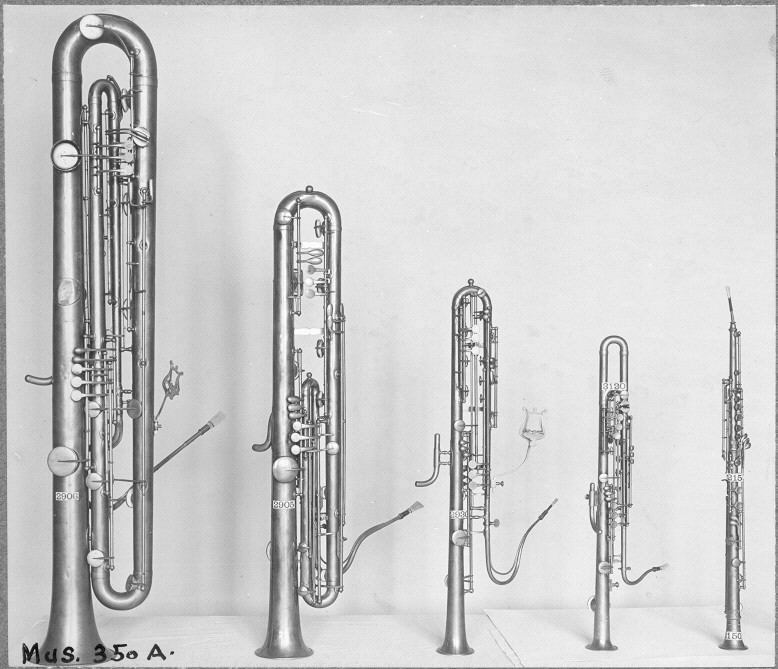
サリュソフォーン族。左からバス、バリトン、テナー、アルト、ソプラノ。
メトロポリタン美術館所蔵。

## 概要
ピエール＝ルイ・ゴートロによって1856年に特許が取得された。この楽器の名は、フランス陸軍の軍楽隊長を務めていたピエール＝オギュスト・サリュス（1813年 - 1876年）によって命名された。ゴートロは当時アドルフ・サックスとライバル関係にあったため、サクソフォーンを意識して開発した。
この楽器は、屋外でのバンドの演奏に必要なパワーを欠いていた、吹奏楽団におけるオーボエおよびファゴットを置き換えることを目指していた。そのため、ソプラニーノから3種のコントラバスまで、9種類の音域の管が作られた。しかし、現在サリュソフォーンを製造しているのはイタリアのオルジー社とドイツのベネディクト・エッペルスハイム社であり、実際に使用されるのはコントラバスの管がほとんどである。
フランスではオーケストラにおいてもしばしば用いられたが、現在ではコントラファゴットで演奏される。かつては逆に、フランスの地方のオーケストラなどにおいて、コントラファゴットのパートをサリュソフォーンで代用することも行われていた。

## サリュソフォーンを使用する楽曲

### 吹奏楽
- フローラン・シュミット：『ディオニソスの祭り』
- 武満徹：『室内協奏曲～13人の奏者のための～』

### 管弦楽
- ジュール・マスネ：オペラ『エスクラルモンド（英語版）』
- モーリス・ラヴェル：『シェエラザード』序曲、『スペイン狂詩曲』、オペラ『スペインの時計』
- ポール・デュカス：交響詩『魔法使いの弟子』
魔法にかけられた箒を表すモティーフがサリュソフォーンに割り当てられている。ただし現在ではファゴットないしコントラファゴットで演奏するのが一般的である。
- クロード・ドビュッシー：バレエ音楽『遊戯』
- フレデリック・ディーリアス：『レクイエム』
- アッリーゴ・ボーイト：オペラ『ネローネ（英語版）』
- イーゴリ・ストラヴィンスキー：『トレニ』
- フローラン・シュミット：バレエ音楽『サロメの悲劇』